# Forlì Open 2022
Il Forlì Open 2022, noto anche come Città di Forlì VI 2022, è stato un torneo maschile di tennis professionistico. È stata la 10ª edizione del Forlì Challenger, la 6ª del 2022 nell'ambito dell'ATP Challenger Tour 2022 e la prima facente parte della categoria Challenger 125. È inoltre la prima edizione del torneo con il nome Forlì Open. Si è svolto dal 30 maggio al 5 giugno 2022 sui campi in terra rossa del Tennis Villa Carpena di Forlì, in Italia. Con il suo montepremi di 134 920 €, è l'evento tennistico più importante mai ospitato nella città romagnola.

## Partecipanti

### Teste di serie
| Nazionalità | Giocatore               | Ranking* | Testa di serie |
| ----------- | ----------------------- | -------- | -------------- |
| Italia      | Lorenzo Musetti         | 66       | 1              |
| Spagna      | Jaume Munar             | 87       | 2              |
| Argentina   | Tomás Martín Etcheverry | 88       | 3              |
| Bolivia     | Hugo Dellien            | 90       | 4              |
| Giappone    | Tarō Daniel             | 115      | 5              |
| Italia      | Gianluca Mager          | 119      | 6              |
| Argentina   | Juan Manuel Cerúndolo   | 130      | 7              |
| Italia      | Marco Cecchinato        | 132      | 8              |

* Ranking al 23 maggio 2022.

### Altri partecipanti
I seguenti giocatori hanno ricevuto una wild card per il tabellone principale:
- Lorenzo Musetti
- Borna Ćorić
- Stefano Napolitano

Il seguente giocatore è entrato in tabellone come special exempt:
- Andrea Pellegrino

I seguenti giocatori sono entrati in tabellone come alternate:
- Riccardo Bonadio
- Andrea Collarini

I seguenti giocatori sono passati dalle qualificazioni:
- Matteo Gigante
- Robin Haase
- Matteo Martineau
- Francesco Passaro
- Arthur Fils
- Kimmer Coppejans

Il seguente giocatore è entrato in tabellone come lucky loser:
- Ernests Gulbis

## Campioni

### Singolare
Lorenzo Musetti ha sconfitto in finale  Francesco Passaro con il punteggio di 2–6, 6–3, 6–2.

### Doppio
Nicolás Barrientos /  Miguel Ángel Reyes Varela hanno sconfitto in finale  Sadio Doumbia /  Fabien Reboul con il punteggio di 7–5, 4–6, [10–4].